# Vi hoàng lông
Vi hoàng lông (danh pháp khoa học: Senecio nagensium) là một loài thực vật có hoa trong họ Cúc. Loài này được C.B.Clarke miêu tả khoa học đầu tiên năm 1889.